# 1947年拉瓦尔品第大屠杀

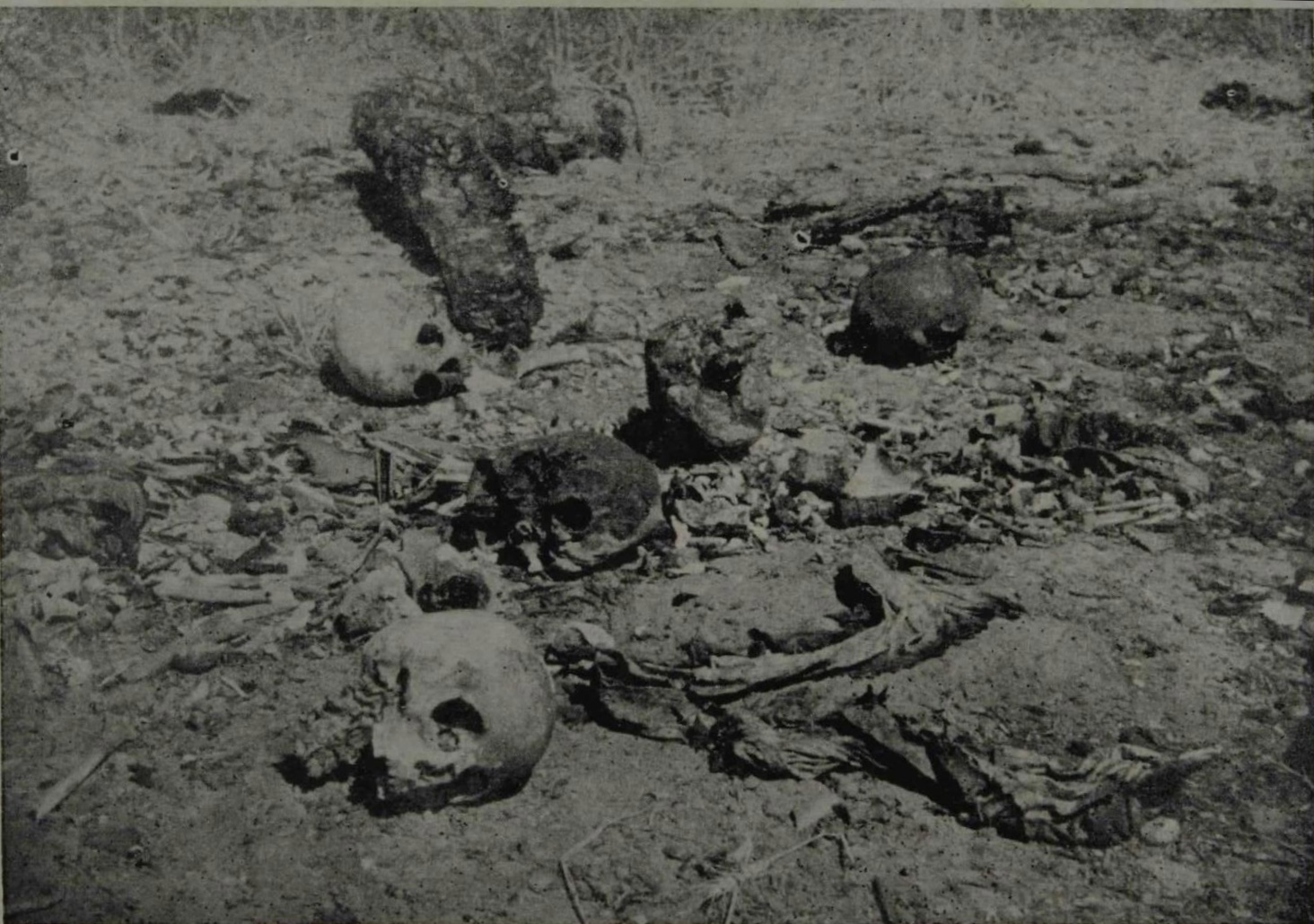
1947年拉瓦尔品第大屠杀

1947年拉瓦尔品第大屠杀是指1947年3月發生在英属印度拉瓦尔品第地區的一場騷亂。當時穆斯林暴徒对印度教徒和锡克教徒实施大规模的暴力、屠杀和强奸。骚乱导致2,000至7,000名锡克教徒和印度教徒死亡，大批锡克教徒离开拉瓦尔品第地区。截至當年4月底，已有8万名锡克教徒和印度教徒离开了當地。 